# Hall of Fame Open 2018 - Qualificazioni singolare
Le qualificazioni del singolare dell'Hall of Fame Open 2018 sono state un torneo di tennis preliminare per accedere alla fase finale della manifestazione. I vincitori dell'ultimo turno sono entrati di diritto nel tabellone principale. In caso di ritiro di uno o più giocatori aventi diritto a questi sono subentrati i lucky loser, ossia i giocatori che hanno perso nell'ultimo turno ma che avevano una classifica più alta rispetto agli altri partecipanti che avevano comunque perso nel turno finale.

## Teste di serie
1. Marcelo Arévalo (primo turno)
2. Matthias Bachinger (ultimo turno)
3. Prajnesh Gunneswaran (primo turno)
4. Mohamed Safwat (primo turno)

1. Bernard Tomić (qualificato)
2. Víctor Estrella Burgos (qualificato)
3. Evan King (primo turno)
4. Alex Bolt (qualificato)

## Qualificati
1. Víctor Estrella Burgos
2. JC Aragone

1. Bernard Tomić
2. Alex Bolt

## Tabellone

### Legenda
| - Q = Qualificato - WC = Wild card - LL = Lucky loser | - ALT = Alternate - SE = Special Exempt - PR = Protected Ranking | - w/o = Walkover - r = Ritirato - d = Squalificato |

### Sezione 1
|  | Primo turno | Primo turno            | Primo turno            | Primo turno | Primo turno |  |  | Ultimo turno | Ultimo turno           | Ultimo turno | Ultimo turno | Ultimo turno |  |
|  |             |                        |                        |             |             |  |  |              |                        |              |              |              |  |
|  | 1           | Marcelo Arévalo        | 1                      | 7           | 5           |  |  |              |                        |              |              |              |  |
|  |             | John-Patrick Smith     | 6                      | 62          | 7           |  |  |              | John-Patrick Smith     | 6            | 5            | 5            |  |
|  |             | Dominik Köpfer         | Dominik Köpfer         | 2           | 3           |  |  | 6            | Víctor Estrella Burgos | 3            | 7            | 7            |  |
|  | 6           | Víctor Estrella Burgos | Víctor Estrella Burgos | 6           | 6           |  |  |              |                        |              |              |              |  |

### Sezione 2
|  | Primo turno | Primo turno        | Primo turno | Primo turno | Primo turno |  |  | Ultimo turno | Ultimo turno       | Ultimo turno | Ultimo turno | Ultimo turno |  |
|  |             |                    |             |             |             |  |  |              |                    |              |              |              |  |
|  | 2           | Matthias Bachinger | 5           | 7           | 6           |  |  |              |                    |              |              |              |  |
|  | WC          | William Blumberg   | 7           | 5           | 2           |  |  | 2            | Matthias Bachinger | 62           | 7            | 0            |  |
|  |             | JC Aragone         | JC Aragone  | 6           | 6           |  |  |              | JC Aragone         | 7            | 6            | 6            |  |
|  | 7           | Evan King          | Evan King   | 3           | 2           |  |  |              |                    |              |              |              |  |

### Sezione 3
|  | Primo turno | Primo turno          | Primo turno     | Primo turno | Primo turno |  |  | Ultimo turno | Ultimo turno    | Ultimo turno    | Ultimo turno | Ultimo turno |  |
|  |             |                      |                 |             |             |  |  |              |                 |                 |              |              |  |
|  | 3           | Prajnesh Gunneswaran | 4               | 7           | 4           |  |  |              |                 |                 |              |              |  |
|  |             | Alessandro Bega      | 6               | 5           | 6           |  |  |              | Alessandro Bega | Alessandro Bega | 4            | 3            |  |
|  |             | Austin Krajicek      | Austin Krajicek | 63          | 4           |  |  | 5            | Bernard Tomić   | Bernard Tomić   | 6            | 6            |  |
|  | 5           | Bernard Tomić        | Bernard Tomić   | 7           | 6           |  |  |              |                 |                 |              |              |  |

### Sezione 4
|  | Primo turno | Primo turno    | Primo turno    | Primo turno | Primo turno |  |  | Ultimo turno | Ultimo turno | Ultimo turno | Ultimo turno | Ultimo turno |  |
|  |             |                |                |             |             |  |  |              |              |              |              |              |  |
|  | 4           | Mohamed Safwat | Mohamed Safwat | 3           | 3           |  |  |              |              |              |              |              |  |
|  | WC          | Alex Rybakov   | Alex Rybakov   | 6           | 6           |  |  | WC           | Alex Rybakov | 3            | 6            | 3            |  |
|  |             | Frank Dancevic | Frank Dancevic | 3           | 4           |  |  | 8            | Alex Bolt    | 6            | 3            | 6            |  |
|  | 8           | Alex Bolt      | Alex Bolt      | 6           | 6           |  |  |              |              |              |              |              |  |